# ジェイムズ・B・ブラウン
ジェイムズ・B・ブラウン（James B. Brown）は、アメリカ合衆国の社会学者。
1979年にケンタッキー州のルイビル大学を卒業、翌年ウエストチェスター州立大学大学院修士課程を修了した。1992年より、敬和学園大学の教員を務め、教授職や英語文化コミュニケーション学科長などの役職に就いていたが2009年3月をもって退職が決まった。
趣味にパラグライダー、ハンググライダーを挙げており、大学近くの弥彦山へとやりに行くという。
　